# Elías Lafertte
Elías Lafertte (1886-1961) est un syndicaliste communiste qui a mené la lutte pour les droits de travailleurs dans les mines de nitrate chiliennes avant la Seconde Guerre mondiale.

## Ouvrages dans lesquels il est cité
- Sur la route avec Che Guevara, Alberto Granado